# Evangelische Kirche (Lißberg)

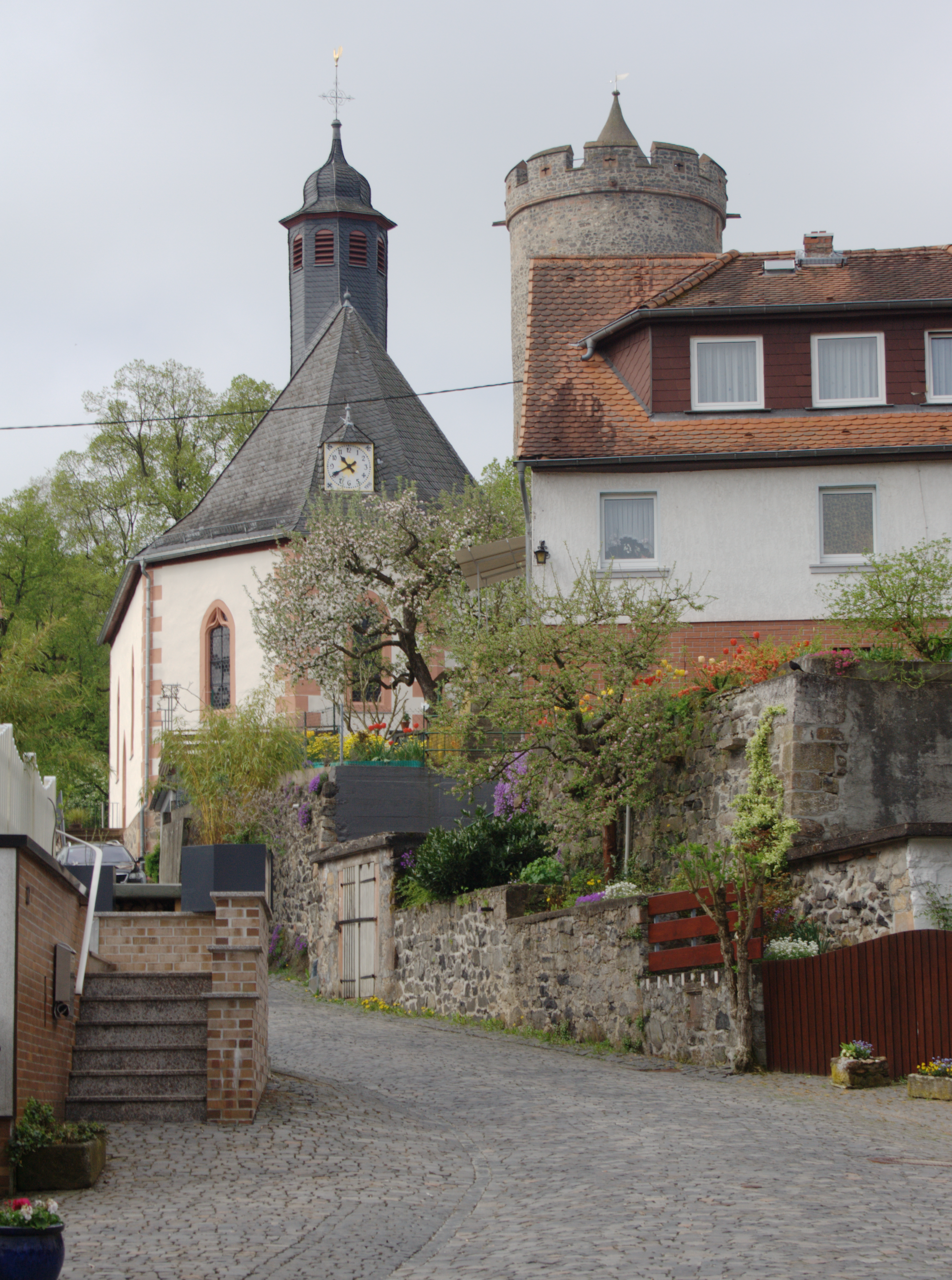
Evangelische Kirche in Lißberg

Die Evangelische Kirche Lißberg ist ein denkmalgeschütztes Kirchengebäude in Lißberg, einem Stadtteil von Ortenberg im Wetteraukreis in Hessen. Die Kirchengemeinde gehört zum Dekanat Büdinger Land in der Propstei Oberhessen der Evangelischen Kirche in Hessen und Nassau.

## Beschreibung
Die im Nordosten dreiseitig geschlossene Saalkirche wurde 1618/19 nach einem Entwurf von Jodokus Herrgott gebaut. Aus dem Satteldach des Kirchenschiffs erhebt sich im Nordosten ein achteckiger, mit einer bauchigen Haube bedeckter Dachreiter, der um 1760 errichtet wurde. Hinter seinen Klangarkaden befindet sich der Glockenstuhl mit Platz für drei Kirchenglocken. Zwei Glocken wurden im Zweiten Weltkrieg eingeschmolzen. Die 1686 von der Glocken- und Kunstgießerei Rincker gegossene blieb erhalten; das Geläut wurde 1955 wieder vervollständigt. Das Zifferblatt der Turmuhr befindet sich in einer Dachgaube über dem Chorpolygon.
Der Innenraum ist mit einer Flachdecke überspannt, die längs auf zwei Unterzügen ruht, die jeweils von zwei achteckigen Pfeilern getragen werden. Die L-förmige Empore wurde um 1860 umgebaut. Die Orgel, sie steht auf der Empore im Chor über dem Altar und wurde 1701 gebaut. Sie hatte zunächst sieben Register und nur ein Manual. 1837 wurde sie durch den Gebrüdern Link repariert und um ein Pedal ergänzt. 1992 erfolgte durch die Werner Bosch Orgelbau der Endausbau mit zwei Manualen.